# Museu de História das Ciências
O  Museu de História das Ciências de Genebra, na Suíça, reconta o passado científico da cidade que se destacou no século XVIII, incluindo a vida de cientistas nascidos no local. Contém uma coleção permanente de instrumentos científicos antigos produzidos pelos cientistas Colladon, De Saussure, De la Rive . 
O museu encontra-se no parque Pérola do Lago na chamada Vila Bartholoni edifício que foi a habitação de François Bartholoni melomano e grande benemérito de Genebra . 
As coleções presentes no museu têm a intenção de explicar a evolução da astronomia, microscopia, gnomonia, eletricidade, meteorologia, entre outros. Focado também para os visitantes que não possuem muito conhecimento em ciência e suas derivações, há experimentos simples, os quais até crianças conseguem entender e interagir.

## História
O museu foi criado em 1964 pela Associação de Museus e Revolução Histórica das Ciências, após uma exposição de história da ciência no Museu Rath. Uma vez aberto, o Instituto Suíço de Física doou seus instrumentos históricos à coleção. Jacques Ayer é diretor do museu desde 2012.
Inicialmente afiliado ao Museu de Arte e de História de Genebra, mais tarde, em 2006, foi vinculado ao Museu de História Natural de Genebra.  